# Chiridota pacifica
Chiridota pacifica är en sjögurkeart. Chiridota pacifica ingår i släktet Chiridota och familjen Chiridotidae. Inga underarter finns listade i Catalogue of Life.